# Jean Grolier de Servières
Jean Grolier de Servières, francoski bibliofil in plemič, * 1479, Lyon, † 22. oktober 1565, Pariz.
1. ↑  Record #118698036 // Gemeinsame Normdatei — 2012—2016.
2. ↑  data.bnf.fr: platforma za odprte podatke — 2011.
3. ↑  Union List of Artist Names — 2013.